# マイク・ハグ
マイケル・ハグ (Mike Hugg、1942年8月11日 - ) は、イングランドのロック・ミュージシャン（ドラム、ヴィブラフォン、キーボード）、作曲家。1960年代に活動したマンフレッド・マンの創設メンバーとして名声を博した。

## 経歴
ハグは1942年にハンプシャーのゴスポートで生まれた。両親は彼がピアノのレッスンを続ける限り、ジャズ・ドラムの演奏を容認した。彼はジャズのキャリアを追求し、バトリンズ・クラクトンでミュージシャンとして働いていたときにマンフレッド・マンと出会い、7人組のグループを結成した。マン・ハグ・ブルース・ブラザーズはポール・ジョーンズと後にトム・マッギネスを採用した。HMVレコードとの契約で、プロデューサーのジョン・バージェスはバンドの名前をマンフレッド・マンに変更させた。
ハグは有能なピアニストでヴィブラフォン奏者でもあったが、マンフレッド・マンでの主なパートはドラムであった。しかし、彼はバンドでいくつかのヴィブラフォン・ソロを録音し（例：「I'm your Kingpin」）、楽器を使用して「Oh No Not My Baby」などのヒット曲を補強した。彼はグループ初期のヒット曲の共作者としてクレジットされ、ジャジーなインストゥルメンタル（「ベア・ハグ」）や、物欲しそうなアシッド・ポップ（「ファニーエスト・ギグ」、「ハリー・ザ・ワンマン・バンド」）など、生涯を通じてソロ作曲に貢献した。ソングライターとしての彼の能力はグループのキャリアを通じて成長したが、ハグはバンドの商業的成果に次第に不満を抱き、グループのシングル「Ha! Ha! Said the Clown」について『メロディ・メイカー』誌が行ったインタビューでは、彼が今まで聞いた中で最悪の録音5つに含まれると語っている。
彼は兄と共に、1965年にヤードバーズによって録音された「Mister, You're a Better Man Than I」を作曲した。ハグはまた、1968年のパラマウント映画『アップ・ザ・ジャンクション』の曲の大部分を作曲した。この時までに、ハグはすでに映画とテレビの作曲も行うようになっていた。『アップ・ザ・ジャンクション』の後、彼はBBCの『The Wednesday Play』の音楽を作曲し、1969年にはマンフレッド・マンと共にジェス・フランコの映画『ビーナスの誘惑・美しき裸身の復讐』の音楽を担当した。1972年にはBBCテレビのコメディ・シリーズ『Whatever Happened to the Likely Lads?』の主題歌を共同執筆し（シリーズの脚本家の1人であるイアン・ラ・フレナイスと共に）、1976年の長編映画の音楽を作曲した。
1967年から1968年にかけてハグは、ミック・ギル、ジョン・カーティス、グラハム・ハント、マーク・タッデンハムとともに、兄のブライアン・セバスチャンが所属するグループ、チェリー・スマッシュの曲の執筆と制作を支援した。
彼らのシングルは次の通り：
- 1967年 - "Sing Songs of Love/Movie Star"（トラック）
- 1968年 - "Goodtime Sunshine/Little Old Country Home Town"（デッカ）
- 1968年 - "Fade Away Maureen/Green Plant"（デッカ）

彼はマンフレッド・マンと共に、より進歩的なマンフレッド・マン・チャプター・スリーを結成し、ドクター・ジョンとフリー・ジャズからインスピレーションを得て、5ピースの金管楽器セクションでツアーを行ったとき、ハグはエレクトリックピアノとリード・ボーカルを担当するようになった。リード・ボーカルについて彼は、純粋に誰よりも優れた人がいないという理由で担当することになったと語っている。彼らは葉巻のテレビ広告のジングルも作成した。ハグは1970年代に2枚のソロ・アルバムと、バンド「ハグ」のアルバムを1枚リリースした。
ハグは現在、1960年代のバンドの再結成（マンフレッド・マンは不参加）であるザ・マンフレッズのキーボード奏者としてイギリスを含むヨーロッパを定期的にツアーし、そのほかにもジャズ・トリオ、PBDとして活動している。

## ディスコグラフィ

### ソロ・アルバム
- Somewhere (1972年、Polydor)
- Stress & Strain (1973年、Polydor)

### マンフレッド・マン・チャプター・スリー
- 『ヴォリューム 1』 - Manfred Mann Chapter Three (1969年、Vertigo)
- 『ヴォリューム 2』 - Manfred Mann Chapter Three Volume Two (1970年、Vertigo)
- 『ラジオ・デイズVOL.3 ライヴ・セッションズ・アンド・スタジオ・レアリティーズ』 - Radio Days Vol 3 (Live Sessions & Studio Rarities) (2019年、East Central One) ※ライブ&レア音源集。1968年-1972年録音

### ハグ
- Neon Dream (1975年、Polydor)